# Le Retour au pays natal
Le Retour au pays natal (titre original : The Return of the Native) est un roman anglais écrit par Thomas Hardy en 1878. En France, il est paru pour la première fois en 1923.

## Présentation
Du fait de son thème controversé, le roman paraît d'abord sous forme de feuilleton dans un magazine à sensation : Belgravia, the Magazine of Fashion and Amusement (Belgravia, le magazine de la mode et du divertissement), de janvier à décembre 1878. En effet, malgré des critiques généralement positives, Thomas Hardy peine à trouver un éditeur. Le Retour au pays natal deviendra l'un des romans les plus populaires du XXe siècle.

## Résumé
Le récit couvre un an et un jour.
Tout commence le soir de la nuit de Guy Fawkes, avec des feux de joie sur les hauteurs de la petite ville d'Egdon Heath (en) : Diggory Venn traverse lentement la lande avec sa camionnette, tirée par des poneys, transportant un unique passager. Venn fournit de l'ocre rouge (raddle) aux éleveurs pour marquer leurs moutons. Il raccompagne une jeune femme, Thomasin Yeobright, qui vient d'échapper à son mariage avec le versatile Damon Wildeve, jusqu'à Bloom's End, la maison de la tante de Thomasin, Mme Yeobright.
Wildeve est plus préoccupé par Eustacia Vye, jeune femme à la beauté exotique, qui habite avec son grand-père dans une maison isolée sur Egdon Heath. C'est une femme reine aux cheveux noirs, dont le père italien est originaire de Corfou et qui a grandi à Budmouth, une station balnéaire à la mode. Elle ne se plaît pas dans cette lande, et les gens de la lande davantage comme une femme bizarre, presque une sorcière. Le retour dans sa ville natale du fils de Mme Yeobright, Clym, diamantaire réputé, revenant de Paris, avec l'objectif de se faire instituteur pour les enfants pauvres de la campagne. La rencontre de Clym et d'Eustacia déplaît à Mme Yeobright.
Wildeve épouse Thomasin, Clym épouse Eustacia. Eustacia s'ennuie vite de ce mari laborieux, décevant, sans ambition. Wildeve a bien hérité, et souhaite renouer avec Eustacia. Mme Yeobright meurt d'une morsure de serpent, mais surtout de chagrin d'avoir perdu son fils. Eustacia se prépare à partir loin avec Wildeve. Thomasin et Clym essaient d'empêcher cela. Mais la rivière transformée en torrent noie Eustacia et Wildeve.
Plus tard, Venn, devenu producteur laitier, épouse Thomasin. Et Clym se fait prêcheur.

## Adaptations

### Au cinéma
- 2010 : The Return of the Native, film américain de Ben Westbrook.

### À la télévision
- 1994 : The Return of the Native, téléfilm américain de Jack Gold, avec Catherine Zeta-Jones, Clive Owen.

## Éditions françaises
(liste non exhaustive)
- 1923 : Le Retour au pays natal - Traduit par Eve Paul-Margueritte, Paris, Ernest Flammarion, éditeur, 288 p.
- 1933 : Le Retour au pays natal - Traduit par Marie Canavaggia, introduction de Léon Daudet, Paris, Éditions du siècle, collection « Les Maîtres étrangers », 536 p.
- 2007 : Le Retour au pays natal - Traduit par Marie Canavaggia, postface Claire Tomalin, éditions José Corti, 437 p.  (ISBN 978-2-7143-0939-6)

### Sources
- Bibliothèque nationale de France (pour la bibliographie)